# Причеповка (Одесская область)
Причеповка (укр. Причепівка) — село, относится к Ивановскому району Одесской области Украины.
Население по переписи 2001 года составляло 170 человек. Почтовый индекс — 67234. Телефонный код — 4854. Занимает площадь 0,878 км². Код КОАТУУ — 5121880403.

## Местный совет
67230, Одесская обл., Ивановский р-н, с. Бараново, ул. Центральная, 39